# Lista de prêmios e indicações recebidos por Pitty
Esta é a lista de prêmios e indicações recebidos por Pitty, cantora, compositora, produtora musical e multi-instrumentista brasileira. A lista consiste em diversas premiações nacionais e internacionais, incluindo dezesseis MTV Video Music Brasil, sete Prêmio Multishow de Música Brasileira, quatro Womens Music Event Awards (WME), além de quatro indicações ao Grammy Latino e duas ao MTV Europe Music Awards.
Pitty também recebeu indicações compartilhadas com sua banda e projetos paralelos em diversas premiações. Ao todo, são mais 80 prêmios vencidos durante a sua carreira, tornando-a uma das cantoras mais premiadas no Brasil.

## APCA
Prêmio APCA é um prêmio brasileiro criado pela Associação Paulista de Críticos Teatrais (atual Associação Paulista de Críticos de Arte) com foco em doze áreas culturais: Arquitetura, artes visuais, cinema, dança, literatura, moda, música erudita, música popular, rádio, teatro, teatro infantil e televisão. É reconhecido como a mais tradicional premiação brasileira na área de cultura.
| Ano  | Indicação                                                 | Categoria      | Resultado | Ref.  |
| ---- | --------------------------------------------------------- | -------------- | --------- | ----- |
| 2010 | "Segunda-Feira Sem Lei" (com Daniel Weskler e Beto Bruno) | Revelação      | Venceu    | [ 1 ] |
| 2023 | Pitty                                                     | Artista do Ano | Indicada  | [ 2 ] |

## Brasil Music Awards
| Ano  | Indicação | Categoria        | Resultado | Ref.  |
| ---- | --------- | ---------------- | --------- | ----- |
| 2014 | Pitty     | Artista Feminina | Indicada  |       |
| 2016 | "Um Leão" | Música de Rock   | Venceu    | [ 3 ] |
| 2016 | "Um Leão" | Clipe de Rock    | Venceu    | [ 3 ] |
| 2016 | Pitty     | Artista de Rock  | Venceu    | [ 3 ] |

## Brazilian Choice Awards
| Ano  | Indicação | Categoria      | Resultado | Ref. |
| ---- | --------- | -------------- | --------- | ---- |
| 2015 | Pitty     | Melhor Cantora | Indicada  |      |

## Capricho Awards
Capricho Awards é uma premiação anual de música, TV, Cinema, Internet, entre outros, organizada pela revista teen brasileira Capricho, com votação aberta pelo site oficial da Editora Abril.
| Ano  | Indicação  | Categoria       | Resultado | Ref. |
| ---- | ---------- | --------------- | --------- | ---- |
| 2007 | Pitty      | Melhor Cantora  | Indicada  |      |
| 2010 | Pitty      | Melhor Cantora  | Indicada  |      |
| 2010 | "Me Adora" | Música Nacional | Indicada  |      |

## Bueno Aires Music Video Festival Awards
O Festival de Vídeo de Música de Buenos Aires (BAMV Fest) é o primeiro evento internacional de videoclipes na Argentina criado para promover e premiar as melhores performances a cada ano. O Festival organiza várias atividades com a intenção de formar uma comunidade de fabricantes de videoclipes.
| Ano  | Indicação              | Categoria | Resultado | Ref.  |
| ---- | ---------------------- | --------- | --------- | ----- |
| 2020 | "Ninguém é de Ninguém" | Making Of | Indicado  | [ 4 ] |

## Favoritos do Portal POPline
Favoritos do Portal POPline (FDP) é uma premiação realizada pelo portal de notícias brasileiro voltado à música pop nacional e internacional  POPline.
| Ano  | Indicação | Categoria                          | Resultado | Ref.        |
| ---- | --------- | ---------------------------------- | --------- | ----------- |
| 2009 | Pitty     | Artista ou Grupo Nacional Favorito | Venceu    | [ 5 ]       |
| 2009 | Me Adora  | Melhor Música                      | Venceu    | [ 5 ]       |
| 2010 | Pitty     | Cantora do Ano                     | Indicada  | [ 6 ] [ 7 ] |
| 2011 | Pitty     | Melhor Show                        | Indicada  |             |

## Folha de S.Paulo
Folha de S.Paulo, também conhecida como Folha de S.Paulo ou simplesmente Folha, é um jornal brasileiro editado na cidade de São Paulo e é atualmente o segundo maior jornal do Brasil em circulação, com 366.087 exemplares (incluindo assinantes digitais), segundo o Instituto Verificador de Comunicação (IVC), em dezembro de 2021, ficando atrás apenas do carioca O Globo.
| Ano  | Indicação           | Categoria                                                           | Resultado | Ref.  |
| ---- | ------------------- | ------------------------------------------------------------------- | --------- | ----- |
| 2008 | Admirável Chip Novo | Os discos mais importantes da música brasileira dos últimos 50 anos | Indicado  | [ 8 ] |

## Grammy Latino
O prêmio Grammy Latino  (em inglês: Latin Grammy Awards) é uma premiação internacional organizada pela Academia Latina da Gravação que celebra a excelência na música latina. 
Com 4 indicações ao longo de sua carreira, Pitty é uma das artistas mais indicadas ao prêmio de Melhor Álbum de Rock Brasileiro.
| Ano  | Indicação                           | Categoria                                                       | Resultado | Ref.   |
| ---- | ----------------------------------- | --------------------------------------------------------------- | --------- | ------ |
| 2004 | "Admirável Chip Novo"               | Melhor Álbum de Rock Brasileiro                                 | Indicado  | [ 10 ] |
| 2008 | "(Des)Concerto ao Vivo"             | Melhor Álbum de Rock Brasileiro                                 | Indicado  | [ 11 ] |
| 2011 | "A Trupe Delirante no Circo Voador" | Melhor Álbum de Rock Brasileiro                                 | Indicado  | [ 12 ] |
| 2019 | "Matriz"                            | Melhor Álbum de Rock ou Música Alternativa em Língua Portuguesa | Indicado  | [ 13 ] |

## Jornal da Globo
| Ano  | Indicação    | Categoria                       | Resultado | Ref.   |
| ---- | ------------ | ------------------------------- | --------- | ------ |
| 2007 | "Anacrônico" | Melhor Capa de Disco Brasileiro | 2º lugar  | [ 14 ] |

## Ligaki de Ouro
Ligaki de Ouro é equivalente ao disco de ouro, premia os artistas brasileiros que atingem a marca de 50 mil downloads de ringtones.
| Ano  | Indicação        | Categoria      | Resultado | Ref.   |
| ---- | ---------------- | -------------- | --------- | ------ |
| 2004 | "Equalize"       | Ligaki de Ouro | Venceu    | [ 15 ] |
| 2005 | "Semana Que Vem" | Ligaki de Ouro | Venceu    | [ 16 ] |

## Melhores do Guia Folha
| Ano  | Indicação   | Categoria   | Resultado | Ref.   |
| ---- | ----------- | ----------- | --------- | ------ |
| 2019 | Tour Matriz | Melhor Show | 2º lugar  | [ 17 ] |

## Bolão MTV
| Ano  | Indicação | Categoria               | Resultado | Ref.   |
| ---- | --------- | ----------------------- | --------- | ------ |
| 2014 | Pitty     | Representante do Brasil | Venceu    | [ 18 ] |
| 2014 | Pitty     | Representante Americana | Indicada  | [ 18 ] |

## MTV Europe Music Awards
MTV Europe Music Awards (acrônimo: MTV EMA, MTV EMAs, EMA ou EMAs) é uma premiação de música realizada pela MTV Europa desde 1994. A categoria Best Brazilian Act é atribuída ao Melhor Artista Brasileiro desde o ano de 2012.
| Ano  | Indicação | Categoria          | Resultado | Ref.   |
| ---- | --------- | ------------------ | --------- | ------ |
| 2012 | Agridoce  | Best Brazilian Act | Indicado  | [ 19 ] |
| 2014 | Pitty     | Best Brazilian Act | Indicada  | [ 20 ] |

## MTV Video Music Brasil
MTV Video Music Brasil (VMB) foi uma premiação musical realizada pela MTV Brasil, com o intuito de premiar os melhores videoclipes nacionais e internacionais através da votação de sua audiência e de um júri especializado para categorias técnicas. Pitty tornou-se a maior vencedora da história do VMB, com 15 troféus ao todo.
| Ano  | Indicação                                 | Categoria                                     | Resultado | Ref.   |
| ---- | ----------------------------------------- | --------------------------------------------- | --------- | ------ |
| 2003 | "Máscara"                                 | Banda ou Artista Revelação                    | Indicada  | [ 21 ] |
| 2003 | "Máscara"                                 | Escolha da Audiência                          | Indicada  | [ 21 ] |
| 2004 | "Equalize"                                | Melhor Videoclipe do Ano                      | Indicada  | [ 22 ] |
| 2004 | "Equalize"                                | Melhor Direção de Arte em Videoclipe          | Indicado  | [ 22 ] |
| 2004 | "Equalize"                                | Melhor Fotografia em Videoclipe               | Indicado  | [ 22 ] |
| 2004 | "Equalize"                                | Melhor Videoclipe de Rock                     | Venceu    | [ 23 ] |
| 2004 | "Admirável Chip Novo"                     | Escolha da Audiência                          | Venceu    | [ 23 ] |
| 2005 | "Anacrônico"                              | Melhor Videoclipe de Rock                     | Indicada  | [ 24 ] |
| 2005 | "Semana Que Vem"                          | Escolha da Audiência                          | Indicada  | [ 24 ] |
| 2005 | Pitty                                     | Vocalista da Banda dos Sonhos                 | Venceu    | [ 25 ] |
| 2005 | "Eu Quero Sempre Mais" (Ira! part. Pitty) | Melhor Performance Ao Vivo em Videoclipe      | Venceu    | [ 25 ] |
| 2005 | Pitty                                     | Ídolo MTV                                     | Venceu    | [ 25 ] |
| 2006 | "Déjà Vu"                                 | Melhor Videoclipe de Rock                     | Venceu    | [ 26 ] |
| 2006 | "Memórias"                                | Escolha da Audiência                          | Venceu    | [ 26 ] |
| 2006 | Pitty                                     | Vocalista da Banda dos Sonhos                 | Venceu    | [ 27 ] |
| 2006 | "PITTYBR"                                 | Melhor website de Banda/Artista feito por Fãs | Venceu    | [ 26 ] |
| 2007 | "Na sua Estante"                          | Hit do Ano                                    | Indicado  | [ 28 ] |
| 2007 | "Na sua Estante"                          | Clipe do Ano                                  | Venceu    | [ 29 ] |
| 2007 | Pitty                                     | Artista do Ano                                | Indicada  | [ 28 ] |
| 2007 | Pitty                                     | Vocalista da Banda dos Sonhos                 | Venceu    | [ 29 ] |
| 2007 | "Na sua Estante" (Gabriel Alves)          | VC Fez                                        | Venceu    | [ 29 ] |
| 2008 | Pitty                                     | Artista do Ano                                | Indicada  |        |
| 2008 | "De Você"                                 | Melhor Clipe                                  | Indicado  |        |
| 2008 | Martin                                    | Guitarrista da Banda dos Sonhos               | Indicado  |        |
| 2008 | Joe                                       | Baixista da Banda dos Sonhos                  | Indicado  |        |
| 2008 | Duda                                      | Baterista da Banda dos Sonhos                 | Indicado  |        |
| 2008 | Pitty                                     | Melhor Show                                   | Venceu    |        |
| 2009 | "Me Adora"                                | Hit do Ano                                    | Indicado  | [ 30 ] |
| 2009 | Pitty                                     | Artista do Ano                                | Indicada  | [ 30 ] |
| 2009 | Pitty                                     | Rock                                          | Indicada  | [ 30 ] |
| 2009 | Pitty                                     | Vocalista da Banda dos Sonhos                 | Indicada  | [ 30 ] |
| 2009 | Martin                                    | Guitarrista da Banda dos Sonhos               | Venceu    | [ 30 ] |
| 2009 | Duda                                      | Baterista da Banda dos Sonhos                 | Venceu    | [ 30 ] |
| 2010 | Pitty                                     | Show do Ano                                   | Indicada  | [ 31 ] |
| 2010 | Pitty                                     | Artista do Ano                                | Indicada  | [ 31 ] |
| 2010 | Pitty                                     | Rock                                          | Venceu    | [ 31 ] |
| 2010 | "Fracasso"                                | Hit do Ano                                    | Indicado  | [ 31 ] |
| 2011 | Só Agora"                                 | Videoclipe do Ano                             | Indicado  |        |
| 2011 | Clipe Mais Molhado do Ano                 | Indicado                                      |           |        |
| 2012 | Agridoce                                  | Artista do Ano                                | Indicado  |        |
| 2012 | Agridoce                                  | Melhor Banda                                  | Indicado  |        |
| 2012 | "Dançando"                                | Hit Do Ano                                    | Indicado  |        |
| 2012 | "Agridoce"                                | Melhor Capa                                   | Indicado  |        |
| 2012 | "Agridoce"                                | Melhor Disco                                  | Indicado  |        |

## Nickelodeon

### Meus Prêmios Nick
Meus Prêmios Nick (abreviação MPN) foi a versão brasileira do Nickelodeon Kids' Choice Awards (abreviação KCA), o maior prêmio infantil da TV mundial, e já se consagrou como o maior evento do tipo no país. Pitty é a recordista de vitórias na categoria Cantora Favorita junto à Claudia Leitte, com 4 prêmios vencidos na categoria cada uma.
| Ano  | Indicação        | Categoria                                  | Resultado | Ref.   |
| ---- | ---------------- | ------------------------------------------ | --------- | ------ |
| 2004 | Pitty            | Cantora Favorita                           | Venceu    | [ 32 ] |
| 2004 | Pitty            | Revelação                                  | Venceu    | [ 32 ] |
| 2005 | Pitty            | Cantora Favorita                           | Venceu    | [ 32 ] |
| 2005 | "Semana Que Vem" | Melhor Clipe Nacional                      | Venceu    | [ 32 ] |
| 2006 | Pitty            | Cantora Favorita                           | Venceu    | [ 32 ] |
| 2009 | Pitty            | Banda Favorita                             | Indicada  | [ 33 ] |
| 2010 | Pitty            | Banda Favorita                             | Indicada  | [ 34 ] |
| 2010 | Pitty            | Cantora do Ano                             | Indicada  | [ 34 ] |
| 2010 | "Fracasso"       | Música do Ano                              | Indicada  | [ 34 ] |
| 2011 | Pitty            | Cantora Favorita                           | Indicada  |        |
| 2011 | Pitty            | Melhor Banda                               | Indicada  |        |
| 2012 | Pitty            | Cantora Favorita                           | Indicada  |        |
| 2013 | Pitty            | Cantora Favorita                           | Indicada  |        |
| 2013 | Pitty            | Banda Favorita                             | Indicada  |        |
| 2014 | Pitty            | Cantora Favorita                           | Indicada  |        |
| 2014 | Pitty            | Personalidade Nacional Favorita do Twitter | Indicada  |        |
| 2015 | Pitty            | Cantora Favorita                           | Venceu    | [ 35 ] |

## Overtroféu
| Ano  | Indicação             | Categoria        | Resultado | Ref.   |
| ---- | --------------------- | ---------------- | --------- | ------ |
| 2014 | "Agora Só Falta Você" | Tema de Abertura | Venceu    | [ 36 ] |

## Prêmio ABC de Cinematografia
O Prêmio ABC de Cinematografia é oferecido pela Associação Brasileira de Cinematografia (ABC) desde 2001 aos melhores trabalhos realizados a cada ano em direção de fotografia, direção de arte, montagem e som.
| Ano  | Indicação                        | Categoria                        | Resultado | Ref.   |
| ---- | -------------------------------- | -------------------------------- | --------- | ------ |
| 2009 | "De Você" (José Roberto Eliezer) | Direção de Fotografia Videoclipe | Venceu    | [ 37 ] |

## Prêmio Arcanjo de Cultura
| Ano  | Indicação | Categoria | Resultado | Ref.   |
| ---- | --------- | --------- | --------- | ------ |
| 2019 | Pitty     | Música    | Indicada  | [ 38 ] |

## Prêmio Barra Mulher
O Prêmio Barra Mulher, além de reconhecer o talento e a dedicação das homenageadas, tem como objetivo inspirar outras mulheres a seguirem em busca de seus sonhos, superarem desafios e alcançarem seu pleno potencial.
| Ano  | Indicação | Categoria | Resultado | Ref.   |
| ---- | --------- | --------- | --------- | ------ |
| 2021 | Pitty     | Homenagem | Venceu    | [ 39 ] |

## Prêmio Bizz
O Prêmio Bizz foi um reconhecimento concedido pela revista Bizz, em uma publicação anual brasileira de música e cultura pop, que esteve ativa de 1985 a 2007. A revista Bizz era conhecida por suas edições especiais e prêmios anuais.
| Ano  | Indicação             | Categoria      | Resultado | Ref.   |
| ---- | --------------------- | -------------- | --------- | ------ |
| 2005 | "Equalize"            | Música Do Ano  | Indicada  |        |
| 2005 | "Admirável Chip Novo" | Disco do Ano   | Indicado  |        |
| 2005 | Pitty                 | Artista do Ano | Venceu    |        |
| 2005 | "Admirável Chip Novo" | Melhores Capas | Indicada  | [ 32 ] |
| 2005 | Pitty                 | Artista do Ano | Venceu    | [ 32 ] |
| 2005 | "Memórias"            | Música Do Ano  | Indicada  | [ 32 ] |
| 2007 | Pitty                 | Artista do Ano | Venceu    | [ 40 ] |

## Prêmio Brasileiríssimos
| Ano  | Indicação | Categoria      | Resultado | Ref. |
| ---- | --------- | -------------- | --------- | ---- |
| 2014 | Pitty     | Melhor Cantora | Venceu    |      |

## Prêmio Claro Música Brasil
O Prêmio Claro Música Brasil é uma premiação musical brasileira promovida pela plataforma de streaming  Claro Música Brasil. O prêmio visa reconhecer e homenagear artistas, bandas e projetos musicais brasileiros que se destacaram no ano.
| Ano  | Indicação | Categoria              | Resultado | Ref.   |
| ---- | --------- | ---------------------- | --------- | ------ |
| 2024 | Pitty     | Melhor Artista de Rock | Venceu    | [ 41 ] |

## Prêmio Contigo! MPB FM de Música
O Prêmio Contigo! MPB FM de Música foi uma premiação musical realizada pela MPB FM em parceria da revista Contigo!, com o intuito de premiar os melhores artistas da Música Popular Brasileira.
| Ano  | Indicação  | Categoria                | Resultado | Ref.                |
| ---- | ---------- | ------------------------ | --------- | ------------------- |
| 2012 | Agridoce   | Projetos Especiais       | Venceu    | [ 42 ]              |
| 2012 | "Agridoce" | Melhor Álbum de Pop/Rock | Indicado  | [carece de fontes?] |
| 2012 | Martin     | Melhor Instrumentista    | Indicado  | [carece de fontes?] |

## Prêmio de Música Digital
Prêmio Música Digital é uma premiação musical surgida em 2010 no Brasil e que é anualmente realizada pela M.A.S. Mazzola Edições Musicais. A cerimônia, conta com a chancela das principais gravadoras brasileiras representadas pelas entidades ligadas ao mercado fonográfico do país, além da ABPD, ABMI, ABEM e ABER, juntamente com a participação das maiores empresas envolvidas na comercialização de donwload digital: Oi, TIM, Claro, Vivo, UOL, Nokia, Terra Networks e iMusica. 
| Ano  | Indicação  | Categoria                   | Resultado | Ref.   |
| ---- | ---------- | --------------------------- | --------- | ------ |
| 2010 | "Me Adora" | Música Mais Vendida de Rock | Venceu    | [ 43 ] |

## Prêmio Dynamite de Música Independente
O Prêmio Dynamite de Música Independente reconhece artistas, bandas e projetos musicais independentes que se destacam no cenário musical nacional. 
| Ano  | Indicação           | Categoria                 | Resultado | Ref.   |
| ---- | ------------------- | ------------------------- | --------- | ------ |
| 2004 | Admirável Chip Novo | Melhor Disco de Rock      | Venceu    |        |
| 2006 | Anacrônico          | Melhor Disco de Rock      | Venceu    |        |
| 2020 | Matriz              | Melhor lançamento de Rock | Venceu    | [ 44 ] |

## Prêmio Extra de Televisão
O Prêmio Extra de Televisão foi uma premiação brasileira realizada entre 1998 a 2018 pelo jornal carioca Extra, premiando os melhores da televisão brasileira.
| Ano  | Indicação             | Categoria      | Resultado | Ref. |
| ---- | --------------------- | -------------- | --------- | ---- |
| 2015 | "Agora Só Falta Você" | Tema de novela | Indicada  |      |

## Prêmio Fama VIP Online (FVO)
O Prêmio Fama VIP Online é uma premiação brasileira que reconhece e homenageia personalidades, influenciadores, celebridades e artistas que se destacam nas redes sociais e na mídia digital. 
| Ano  | Indicação       | Categoria       | Resultado | Ref.   |
| ---- | --------------- | --------------- | --------- | ------ |
| 2015 | "Setevidas"     | Álbum Nacional  | Indicado  | [ 45 ] |
| 2015 | "Pequena Morte" | Música Nacional | Indicada  | [ 45 ] |

## Prêmio iBest
O Prêmio iBest é considerado como a maior premiação da internet no Brasil, sendo o prêmio anual oferecido aos melhores influenciadores, profissionais e empresas do mercado digital. 
| Ano  | Indicação             | Categoria | Resultado | Ref.   |
| ---- | --------------------- | --------- | --------- | ------ |
| 2022 | Influenciador Bahia   | Pitty     | Top3      | [ 46 ] |
| 2023 | Influenciador Bahia   | Pitty     | Top3      | [ 47 ] |
| 2023 | Influenciador Twitter | Pitty     | Indicada  |        |

## Prêmio João Rock
O Prêmio João Rock é uma premiação musical brasileira associada ao Festival João Rock, que ocorre anualmente em Ribeirão Preto. O evento é voltado principalmente ao rock, rock alternativo, pop e heavy metal.
| Ano             | Indicação       | Categoria        | Resultado | Ref.   |
| --------------- | --------------- | ---------------- | --------- | ------ |
| 2023            | Pitty           | Melhor Show      | Indicada  |        |
| 2023            | Pitty           | Mais Emocionante | Indicada  |        |
| 2023            | Pitty           | Mais Animado     | Indicada  |        |
| 2023            | Pitty           | Melhor Coral     | Venceu    |        |
| 2023            | Pitty           | Pra Ver de Love  | Venceu    |        |
| 2023            | Pitty           | Mais Nostálgico  | Indicada  |        |
| 2023            | Pitty           | Melhor Figurino  | Indicada  |        |
| 2024            | Pitty & Emicida |                  |           |        |
| 2024            | Pitty & Emicida | Melhor Show      | Pendente  | [ 48 ] |
| 2024            | Pitty & Emicida | Mais Emocionante | Pendente  | [ 49 ] |
| 2024            | Pitty & Emicida | Mais Nostálgico  | Pendente  | [ 50 ] |
| 2024            | Pitty & Emicida | Melhor Encontro  | Pendente  | [ 51 ] |
| 2024            | Pitty & Emicida | Melhor Coral     | Pendente  | [ 52 ] |
| Pra Ver de Love | Pendente        | [ 53 ]           |           |        |

## Prêmio Multishow de Música Brasileira
O Prêmio Multishow de Música Brasileira é a maior premiação musical brasileira, realizada anualmente pelo canal Multishow,  com o intuito de premiar os melhores do ano da música brasileira através de votação da sua audiência e de um júri especializado, composto por jornalistas e técnicos da indústria fonográfica. Pitty recebeu o primeiro prêmio da sua carreira da edição de 2004, ao vencer a categoria Revelação Solo, na qual concorria com grandes nomes da música brasileira, entre eles Vanessa da Mata e Preta Gil. A cantora faz parte do seleto de artistas com mais indicações e vitórias na premiação, obtendo 7 vitórias de 26 indicações no total. 
| Ano  | Indicação                                                                    | Categoria             | Resultado | Ref.   |
| ---- | ---------------------------------------------------------------------------- | --------------------- | --------- | ------ |
| 2004 | Pitty                                                                        | Revelação Solo        | Venceu    | [ 54 ] |
| 2005 | Pitty                                                                        | Melhor Show           | Indicado  | [ 55 ] |
| 2005 | "Equalize"                                                                   | Melhor Música         | Indicado  | [ 55 ] |
| 2005 | "Semana Que Vem"                                                             | Melhor Clipe          | Venceu    | [ 56 ] |
| 2005 | Pitty                                                                        | Melhor Cantora        | Venceu    | [ 56 ] |
| 2006 | "Anacrônico"                                                                 | Melhor CD             | Indicado  | [ 57 ] |
| 2006 | Pitty                                                                        | Melhor Cantora        | Indicado  | [ 57 ] |
| 2006 | "Memórias"                                                                   | Melhor Clipe          | Venceu    | [ 58 ] |
| 2007 | "Na sua Estante"                                                             | Melhor Clipe          | Indicado  | [ 59 ] |
| 2007 | "Na sua Estante"                                                             | Melhor Música         | Indicada  | [ 59 ] |
| 2007 | Martin                                                                       | Melhor Instrumentista | Indicado  | [ 59 ] |
| 2008 | "Pulsos"                                                                     | Melhor Clipe          | Indicado  | [ 60 ] |
| 2008 | "{Des}Concerto Ao Vivo"                                                      | Melhor CD             | Indicado  | [ 60 ] |
| 2008 | "{Des}Concerto Ao Vivo"                                                      | Melhor DVD de Música  | Indicado  | [ 60 ] |
| 2009 | Martin                                                                       | Melhor Instrumentista | Indicado  |        |
| 2010 | "Chiaroscuro"                                                                | Melhor Álbum          | Indicado  | [ 61 ] |
| 2010 | Joe                                                                          | Melhor Instrumentista | Indicado  | [ 61 ] |
| 2010 | "Me Adora"                                                                   | Melhor Música         | Indicada  | [ 61 ] |
| 2010 | "Me Adora"                                                                   | Melhor Clipe          | Indicado  | [ 61 ] |
| 2010 | Pitty                                                                        | Melhor Cantora        | Indicado  | [ 61 ] |
| 2010 | "Chiaroscope"                                                                | Melhor DVD            | Venceu    | [ 61 ] |
| 2011 | Pitty                                                                        | Melhor Cantora        | Indicada  |        |
| 2011 | "Só Agora"                                                                   | Melhor Clipe          | Indicado  |        |
| 2012 | Pitty                                                                        | Melhor Cantora        | Indicado  |        |
| 2012 | Agridoce                                                                     | Projeto Paralelo      | Venceu    | [ 62 ] |
| 2013 | Pitty                                                                        | Melhor Cantora        | Indicada  |        |
| 2014 | Pitty                                                                        | Melhor Cantora        | Indicada  |        |
| 2015 | Pitty                                                                        | Melhor Cantora        | Indicada  |        |
| 2016 | "Lá Vem o Brasil Descendo A Ladeira"- (com Teresa Cristina e Baby do Brasil) | Música Boa Ao Vivo    | Venceu    | [ 63 ] |

## Prêmio Nokia
Em 17 de julho de 2008, Pitty recebeu o primeiro prêmio Celular de Platina, concedido pela vendagem de mais de 200 mil aparelhos Nokia 5200 contendo o seu álbum {Des}Concerto Ao Vivo, em uma oferta exclusiva da operadora Vivo. O prêmio foi entregue durante a apresentação da cantora e sua banda no Festival Deckdisc 10 anos, no Circo Voador,  Rio de Janeiro. O prêmio é reconhecido pela Associação Brasileira dos Produtores de Discos (ABPD), entidade que agrega as gravadoras nacionais e multinacionais. 
| Ano  | Indicação               | Categoria          | Resultado | Ref.          |
| ---- | ----------------------- | ------------------ | --------- | ------------- |
| 2008 | "{Des}Concerto Ao Vivo" | Celular de Platina | Venceu    | [ 64 ] [ 65 ] |

## Prêmio Notícias de TV.com
| Ano  | Indicação    | Categoria        | Resultado | Ref.   |
| ---- | ------------ | ---------------- | --------- | ------ |
| 2017 | "Dê um Rolê" | Tema de Abertura | Indicado  | [ 66 ] |

## Prêmio QUEM de Música
O Prêmio QUEM foi uma premiação brasileira realizada pela revista Quem, entre 2007 e 2016, premiando os melhores da televisão brasileira, cinema, música, moda, gastronomia, literatura e teatro.
| Ano  | Indicação | Categoria      | Resultado | Ref. |
| ---- | --------- | -------------- | --------- | ---- |
| 2011 | Pitty     | Melhor Cantora | Indicada  |      |
| 2014 | Pitty     | Melhor Cantora | Indicada  |      |

## Prêmio Profissionais da Música
O Prêmio Profissionais da Música (PPM) é uma premiação da música brasileira. Teve a sua primeira edição realizada no ano de 2015 e, desde então, busca valorizar os profissionais atuantes nas diversas modalidades da produção musical, artística e cultural brasileira.
| Ano  | Indicação | Categoria | Resultado | Ref.   |
| ---- | --------- | --------- | --------- | ------ |
| 2016 | Pitty     | Autor     | Indicada  | [ 67 ] |
| 2016 | Pitty     | Cantora   | Indicada  | [ 67 ] |

## Prêmio Radiola
| Ano  | Indicação | Categoria           | Resultado | Ref.   |
| ---- | --------- | ------------------- | --------- | ------ |
| 2017 | Pitty     | Melhor Artista Rock | Venceu    | [ 68 ] |

## Prêmio Revista Laboratório Pop
| Ano  | Indicação  | Categoria    | Resultado | Ref.   |
| ---- | ---------- | ------------ | --------- | ------ |
| 2005 | Anacrônico | Disco do Ano | 3º lugar  | [ 32 ] |

## Prêmio Revista Zero
| Ano  | Indicação | Categoria         | Resultado | Ref.   |
| ---- | --------- | ----------------- | --------- | ------ |
| 2004 | Pitty     | Artista Revelação | Indicada  | [ 32 ] |

## Prêmio Rock Show
O Prêmio Rock Show foi criado em 2009, para homenagear os destaques do rock no Brasil.
| Ano  | Indicação   | Categoria    | Resultado | Ref. |
| ---- | ----------- | ------------ | --------- | ---- |
| 2014 | "Setevidas" | Disco do Ano | Indicado  |      |

## Prêmio Tela Viva Móvel
O Prêmio Tela Viva Móvel homenageia os melhores cases e empresas no segmento de serviços de valor adicionado (SVA) no Brasil.
| Ano  | Indicação             | Categoria   | Resultado | Ref.   |
| ---- | --------------------- | ----------- | --------- | ------ |
| 2010 | "Chiaroscuro: O Jogo" | Game do Ano | Venceu    | [ 69 ] |

## Prêmio Vagalume
| Ano  | Indicação | Categoria     | Resultado | Ref. |
| ---- | --------- | ------------- | --------- | ---- |
| 2011 | Pitty     | Fã Site       | Indicada  |      |
| 2011 | Pitty     | Redes Sociais | Indicada  |      |

## Prêmio Top 100 Brazil
| Ano  | Indicação                            | Categoria                      | Resultado | Ref.   |
| ---- | ------------------------------------ | ------------------------------ | --------- | ------ |
| 2008 | " De Você "                          | Videoclipe Nacional do Ano     | Indicado  |        |
| 2008 | " De Você "                          | Videoclipe de Rock Nacional    | Indicado  |        |
| 2009 | "Me Adora"                           | Videoclipe Nacional do Ano     | Indicado  |        |
| 2009 | "Me Adora"                           | Música Nacional do Ano         | Venceu    |        |
| 2009 | "Me Adora"                           | Videoclipe de Rock Nacional    | Venceu    |        |
| 2009 | "Me Adora"                           | Videoclipe Feminino Nacional   | Venceu    |        |
| 2009 | "Chiaroscuro"                        | Álbum Nacional                 | Indicado  |        |
| 2010 | "Fracasso"                           | Videoclipe de Rock Nacional    | Venceu    | [ 70 ] |
| 2010 | " Fracasso " (Oscar Rodrigues Alves) | Direção Nacional               | Venceu    | [ 70 ] |
| 2010 | "Fracasso"                           | Videoclipe Feminino Nacional   | Indicado  | [ 70 ] |
| 2011 | Pitty                                | Artista do Ano                 | Venceu    |        |
| 2011 | "Comum de Dois"                      | Performance Ao Vivo Nacional   | Venceu    |        |
| 2011 | "Só Agora"                           | Videoclipe Feminino Nacional   | Venceu    |        |
| 2011 | "Me Adora"                           | Segunda Chance Nacional (2008) | Venceu    |        |
| 2011 | "De Você"                            | Segunda Chance Nacional (2009) | Indicado  |        |
| 2011 | "Só Agora"                           | Clipe Nacional do Ano          | Indicado  |        |
| 2011 | "A Trupe Delirante no Circo Voador"  | Álbum do Ano                   | Indicado  |        |
| 2011 | "Só Agora"                           | Música do Ano                  | Indicada  |        |
| 2012 | "Se Você Pensa"                      | Performance Ao Vivo Nacional   | Indicado  |        |
| 2012 | "Dançando"                           | Música Nacional do Ano         | Indicada  |        |

## Prêmio Comando Rock
| Ano  | Indicação    | Categoria                     | Resultado | Ref. |
| ---- | ------------ | ----------------------------- | --------- | ---- |
| 2006 | "Anacrônico" | Melhor Disco de Rock and Roll | Venceu    |      |

## Frantic Magazine
| Ano  | Indicação | Categoria                | Resultado | Ref.   |
| ---- | --------- | ------------------------ | --------- | ------ |
| 2011 | Pitty     | As 50 mais Sexy do Mundo | 35º lugar | [ 71 ] |

## Revista VIP
Desde 1998, os leitores da revista “Revista VIP” elegem pelo site de 100 mulheres mais sexy do mundo, ao estilo de revistas estrangeiras como Maxim e FHM.
| Ano  | Indicação | Categoria             | Resultado | Ref.          |
| ---- | --------- | --------------------- | --------- | ------------- |
| 2006 | Pitty     | As 100+ Sexy do Mundo | 57º lugar | [ 72 ] [ 73 ] |
| 2007 | Pitty     | As 100+ Sexy do Mundo | 38º lugar | [ 74 ] [ 75 ] |
| 2014 | Pitty     | As 100+ Sexy do Mundo | 82º lugar | [ 76 ]        |
| 2015 | Pitty     | As 100+ Sexy do Mundo | 76° lugar | [ 77 ] [ 78 ] |

## Rolling Stone Brasil
| Ano  | Indicação   | Categoria              | Resultado | Ref. |
| ---- | ----------- | ---------------------- | --------- | ---- |
| 2014 | "Setevidas" | Melhor Álbum Nacional  | Venceu    |      |
| 2014 | "Setevidas" | Melhor Música Nacional | 2º lugar  |      |

## Troféu Dia do Rock
| Ano  | Indicação | Categoria         | Resultado | Ref. |
| ---- | --------- | ----------------- | --------- | ---- |
| 2005 | Pitty     | Melhor Compositor | Venceu    |      |

## Troféu Imprensa
Troféu Imprensa é a premiação brasileira mais antiga. Considerada como o Oscar brasileiro, é uma das mais importantes do país.
| Ano  | Indicação  | Categoria         | Resultado | Ref. |
| ---- | ---------- | ----------------- | --------- | ---- |
| 2004 | Pitty      | Artista Revelação | Indicada  |      |
| 2004 | "Equalize" | Melhor Música     | Indicada  |      |

## Troféu Internet
O Troféu Internet é um prêmio anual que destaca os melhores da televisão e música brasileira. Trata-se de uma premiação complementar ao Troféu Imprensa, paralelo à votação principal. Neste, os vencedores são eleitos em uma votação aberta através da internet. Em 2004, Pitty foi eleita Artista Revelação com 50.866 votos dos internautas. 
| Ano  | Indicação  | Categoria         | Resultado | Ref. |
| ---- | ---------- | ----------------- | --------- | ---- |
| 2004 | Pitty      | Artista Revelação | Venceu    |      |
| 2004 | "Equalize" | Melhor Música     | Indicada  |      |
| 2013 | Pitty      | Melhor Cantora    | Indicado  |      |
| 2014 | Pitty      | Melhor Cantora    | Indicado  |      |
| 2016 | Pitty      | Melhor Cantora    | Indicado  |      |

## Troféu JK
A Soberana Ordem do Mérito Empreendedor Juscelino Kubitschek é uma ordem honorífica brasileira criada em 28 de agosto de 2002. O Troféu JK foi criado para as comemorações dos 50 anos da Capital Federal – Brasília e o ano do centenário de Juscelino, pelo Centro de Integração Cultural e Empresarial de São Paulo (CICESP) com apoio do Governo do Distrito Federal.
| Ano  | Indicação  | Categoria | Resultado | Ref. |
| ---- | ---------- | --------- | --------- | ---- |
| 2010 | "Me Adora" | Música    | Indicada  |      |

## Troféu Leão Lobo
O Trófeu Leão Lobo foi um prêmio brasileiro que era entregue a indivíduos e grupos que se destacaram nos meios de entretenimento brasileiro, sobretudo na televisão. O troféu destinado aos artistas premiados é denominado Leão de Ouro.
| Ano  | Indicação | Categoria | Resultado | Ref.   |
| ---- | --------- | --------- | --------- | ------ |
| 2004 | Pitty     | Revelação | Indicada  | [ 79 ] |

## Troféu Melhores do Ano
O Troféu Melhores do Ano, é uma premiação da TV Globo realizada anualmente em que o público vota entre três artistas que fizeram sucesso durante o ano na emissora e na música.
| Ano  | Indicação | Categoria         | Resultado | Ref.                |
| ---- | --------- | ----------------- | --------- | ------------------- |
| 2004 | Pitty     | Artista revelação | Venceu    |                     |
| 2005 | Pitty     | Melhor Cantora    | Venceu    | [carece de fontes?] |

## Troféu Rádio Rock
| Ano  | Indicação  | Categoria              | Resultado | Ref. |
| ---- | ---------- | ---------------------- | --------- | ---- |
| 2004 | Pitty      | Artista Revelação      | Venceu    |      |
| 2004 | "Equalize" | Melhor Música Nacional | Venceu    |      |
| 2005 | Pitty      | Melhor Show Nacional   | Venceu    |      |
| 2005 | "Equalize" | Os Brutos Também Amam  | Venceu    |      |

## Troféu U.M
| Ano  | Indicação              | Categoria               | Resultado | Ref. |
| ---- | ---------------------- | ----------------------- | --------- | ---- |
| 2003 | Pitty                  | Revelação Pop-Rock      | Venceu    |      |
| 2004 | Pitty                  | Artista do Ano Pop-Rock | Venceu    |      |
| 2004 | "Admirável Vídeo Novo" | Melhor DVD Pop-Rock     | Venceu    |      |

## UOL
| Ano  | Indicação   | Categoria            | Resultado | Ref.   |
| ---- | ----------- | -------------------- | --------- | ------ |
| 2014 | "Setevidas" | Melhor Álbum de Rock | Venceu    | [ 80 ] |

## Women's Music Event Awards (WME)
Women’s Music Events Awards (WME Awards) é uma premiação anual de música brasileira dedicada a empoderar mulheres. Pitty é a maior vencedora da premiação, com 4 troféus ganhos. 
| Ano  | Indicação                              | Categoria          | Resultado | Ref.   |
| ---- | -------------------------------------- | ------------------ | --------- | ------ |
| 2017 | "Na Pele" (Pitty e Elza Soares)        | Clipe Do Ano       | Venceu    | [ 81 ] |
| 2019 | "Noite Inteira"                        | Música Alternativa | Venceu    | [ 82 ] |
| 2019 | "Matriz"                               | Melhor Álbum       | Indicado  |        |
| 2019 | Pitty                                  | Melhor Cantora     | Venceu    | [ 83 ] |
| 2019 | "Ninguém é de Ninguém"                 | Melhor Videoclipe  | Indicado  |        |
| 2022 | "Diamante" (part. Drik Barbosa e WEKS) | Música Alternativa | Venceu    | [ 84 ] |

## World Summit Awards
O World Summit Award (WSA) é uma premiação global com o intuito de selecionar e promover os melhores e mais inovadores conteúdos digitais do mundo, valorizando a relevância em relação ao contexto em que foi criado, bem como a contribuição a inclusão e acessibilidade.
| Ano  | Indicação                     | Categoria                 | Resultado | Ref.   |
| ---- | ----------------------------- | ------------------------- | --------- | ------ |
| 2010 | "Chiroscuro: O Jogo" (Tectoy) | Entertainment & Lifestyle | Indicado  | [ 85 ] |

## Zanato Mix Awards
| Ano  | Indicação             | Categoria        | Resultado | Ref.   |
| ---- | --------------------- | ---------------- | --------- | ------ |
| 2014 | "Agora Só Falta Você" | Tema de Abertura | Indicado  | [ 86 ] |

## Top 20 MTV
Top 20 Brasil (também chamado de MTV Top 20) é um programa musical de televisão brasileiro, exibido originalmente pela MTV Brasil. O programa era exibido todos os sábados e passava os 20 videoclipes mais pedidos durante a semana pelo Disk MTV, e entre os clipes que entraram no top, vários se destacaram, como Na Sua Estante de Pitty, que chegou a ficar mais de 30 semanas no programa, alcançando a liderança inúmeras vezes.
| Ano  | Indicação             | Categoria | Resultado | Medalha |
| ---- | --------------------- | --------- | --------- | ------- |
| 2003 | "Máscara"             | Top 20    | 1°lugar   | Ouro    |
| 2003 | "Admirável Chip Novo" | Top 20    | 1°lugar   | Ouro    |
| 2003 | "Teto de Vidro"       | Top 20    | 1°lugar   | Ouro    |
| 2004 | "Equalize"            | Top 20    | 1°lugar   | Ouro    |
| 2004 | "Semana Que Vem"      | Top 20    | 1°lugar   | Ouro    |
| 2005 | "Anacrônico"          | Top 20    | 1°lugar   | Ouro    |
| 2005 | "Memórias"            | Top 20    | 1°lugar   | Ouro    |
| 2006 | "Déjà Vu"             | Top 20    | 1°lugar   | Ouro    |
| 2006 | "Na sua Estante"      | Top 20    | 1°lugar   | Ouro    |
| 2007 | "Pulsos"              | Top 20    | 1°lugar   | Ouro    |

## Top 10 MTV
O Top 10 foi um programa diário transmitido pela MTV Brasil que apresenta os 10 clipes mais votados pelo público pela internet. Foi derivado do Disk MTV, um dos programas de maior sucesso da história da emissora.
| Data                   | Indicação                   | Categoria | Resultado | Medalha |
| ---------------------- | --------------------------- | --------- | --------- | ------- |
| 5 de abril de 2008     | "Na Sua Estante - Ao Vivo"  | Top 10    | 1°lugar   | Ouro    |
| 12 de abril de 2008    | "Na Sua Estante - Ao Vivo"  | Top 10    | 1°lugar   | Ouro    |
| 31 de maio de 2008     | "Brinquedo Torto - Ao Vivo" | Top 10    | 1°lugar   | Ouro    |
| 30 de agosto de 2008   | "De Você"                   | Top 10    | 1°lugar   | Ouro    |
| 6 de setembro de 2008  | "De Você"                   | Top 10    | 1°lugar   | Ouro    |
| 1 de julho de 2010     | "Fracasso"                  | Top 10    | 1°lugar   | Ouro    |
| 1 de fevereiro de 2011 | "Só Agora"                  | Top 10    | 1°lugar   | Ouro    |
| 3 de fevereiro de 2011 | "Só Agora"                  | Top 10    | 1°lugar   | Ouro    |
| 26 de maio de 2011     | "Comum de Dois"             | Top 10    | 1°lugar   | Ouro    |
| 16 de setembro de 2011 | "Só Agora"                  | Top 10    | 1°lugar   | Ouro    |
| 15 de agosto de 2012   | "Dançando"                  | Top 10    | 1°lugar   | Ouro    |